# Communauté de communes de Billom Saint-Dier Vallée du Jauron
Die Communauté de communes de Billom Saint-Dier Vallée du Jauron ist ein ehemaliger französischer Gemeindeverband mit der Rechtsform einer Communauté de communes im Département Puy-de-Dôme in der Region Auvergne-Rhône-Alpes. Sie wurde am 5. Dezember 2012 gegründet und umfasste 21 Gemeinden. Der Verwaltungssitz befand sich im Ort Billom.

## Historische Entwicklung
Der Gemeindeverband entstand mit Wirkung vom 1. Januar 2013 durch die Fusion der Vorgängerorganisationen
- Communauté de communes de Billom Saint-Dier und
- Communauté de communes de la Vallée du Jauron.

Mit Wirkung vom 1. Januar 2017 fusionierte der Gemeindeverband mit der Communauté de communes de Mur ès Allier und bildete so die Nachfolgeorganisation Billom Communauté.

## Ehemalige Mitgliedsgemeinden
1. Beauregard-l’Évêque
2. Billom
3. Bongheat
4. Bouzel
5. Chas
6. Égliseneuve-près-Billom
7. Espirat
8. Estandeuil
9. Fayet-le-Château
10. Glaine-Montaigut
11. Isserteaux
12. Mauzun
13. Montmorin
14. Neuville
15. Reignat
16. Saint-Dier-d’Auvergne
17. Saint-Jean-des-Ollières
18. Saint-Julien-de-Coppel
19. Trézioux
20. Vassel
21. Vertaizon